# Florian Bissig
Florian Bissig (* 12. Juli 1979 in Kilchberg ZH) ist ein Schweizer Anglist, Kulturjournalist und literarischer Übersetzer.

## Leben
Florian Bissig wuchs in Wädenswil am Zürichsee auf und besuchte die Kantonsschule Freudenberg in Zürich. Er studierte in Zürich, Berlin und Austin (USA) Philosophie und Anglistik und promovierte mit einer Studie zum englischen Dichter Samuel Taylor Coleridge.
Nach Anstellungen an der Universität Zürich als Dozent und wissenschaftlicher Mitarbeiter arbeitete er als Redaktor bei verschiedenen Schweizer Medienhäusern. Als Kritiker und Kulturpublizist, unter anderem in den Bereichen Literatur, Philosophie und Musik, schreibt er für die Neue Zürcher Zeitung, NZZ am Sonntag, CH Media, Jazz’n’more und weitere Medien. Zudem übersetzt er literarische Werke. Für sein Übersetzungsprojekt zu Coleridges Lyrik erhielt er 2017 einen Projektbeitrag der UBS Kulturstiftung und 2018 einen Werkbeitrag des Kantons Zürich. In der NZZ am Sonntag schrieb Rezensent Manfred Papst, dass Florian Bissig mit In Xanadu eine "klug zusammengestellte und brillant übersetzte Auswahl" der Gedichte Coleridges gelungen sei. Für seine medial viel beachtete Coleridge-Biografie erhielt er verschiedene Projektbeiträge, unter anderem von der UBS Kulturstiftung (2020), sowie eine Einladung in die Fondation Jan Michalski in Montricher (2021). 2024 erhielt er für seinen Roman Anchises in Alaska eine literarische Auszeichnung der Stadt Zürich.
Florian Bissig ist in der Jury des Solothurner Literaturpreises, der SRF-Bestenliste sowie des Schreibwettbewerbs des Literaturhauses Zürich vertreten und Mitglied im Verein Autorinnen und Autoren der Schweiz (AdS). Er lebt mit seiner Frau und zwei Kindern in Affoltern am Albis.

## Werke
- Coleridge and Communication. Wissenschaftlicher Verlag Trier, Trier 2015, ISBN 978-3-86821-591-5.
- Mauerlängs durch die Nacht. Kleine Anthologie der Schweizer Lyrik. Limbus, Innsbruck 2018, ISBN 978-3-99039-131-0.
- Samuel Taylor Coleridge. Eine Biografie. Dörlemann, Zürich 2022, ISBN 978-3-03820-113-7.
- Samuel Taylor Coleridge. In Xanadu. Gedichte. Englisch/Deutsch. Eine Auswahl. Herausgegeben und aus dem Englischen übersetzt von Florian Bissig. Dörlemann, Zürich 2022, ISBN 978-3-03820-112-0.
- Phillis Wheatley: Nie mehr, Amerika! Gedichte und Briefe. Herausgegeben und aus dem Englischen übersetzt von Florian Bissig. Friedenauer Presse, Berlin 2023, ISBN 978-3-7518-0642-8.
- Anchises in Alaska. Ein Vaterbuch in Versen. Verlag die brotsuppe, Biel 2024, ISBN 978-3-03867-096-4.